# 山東中医薬大学
山東中医薬大学（Shandong University of Traditional Chinese Medicine）とは中華人民共和国山東省済南市にある中医学の公立医科大学である。医学科、中医学科、看護、薬学、リハビリなどの専攻を設置し、15の大学附属病院を持つ。1958年創立。

## 沿革

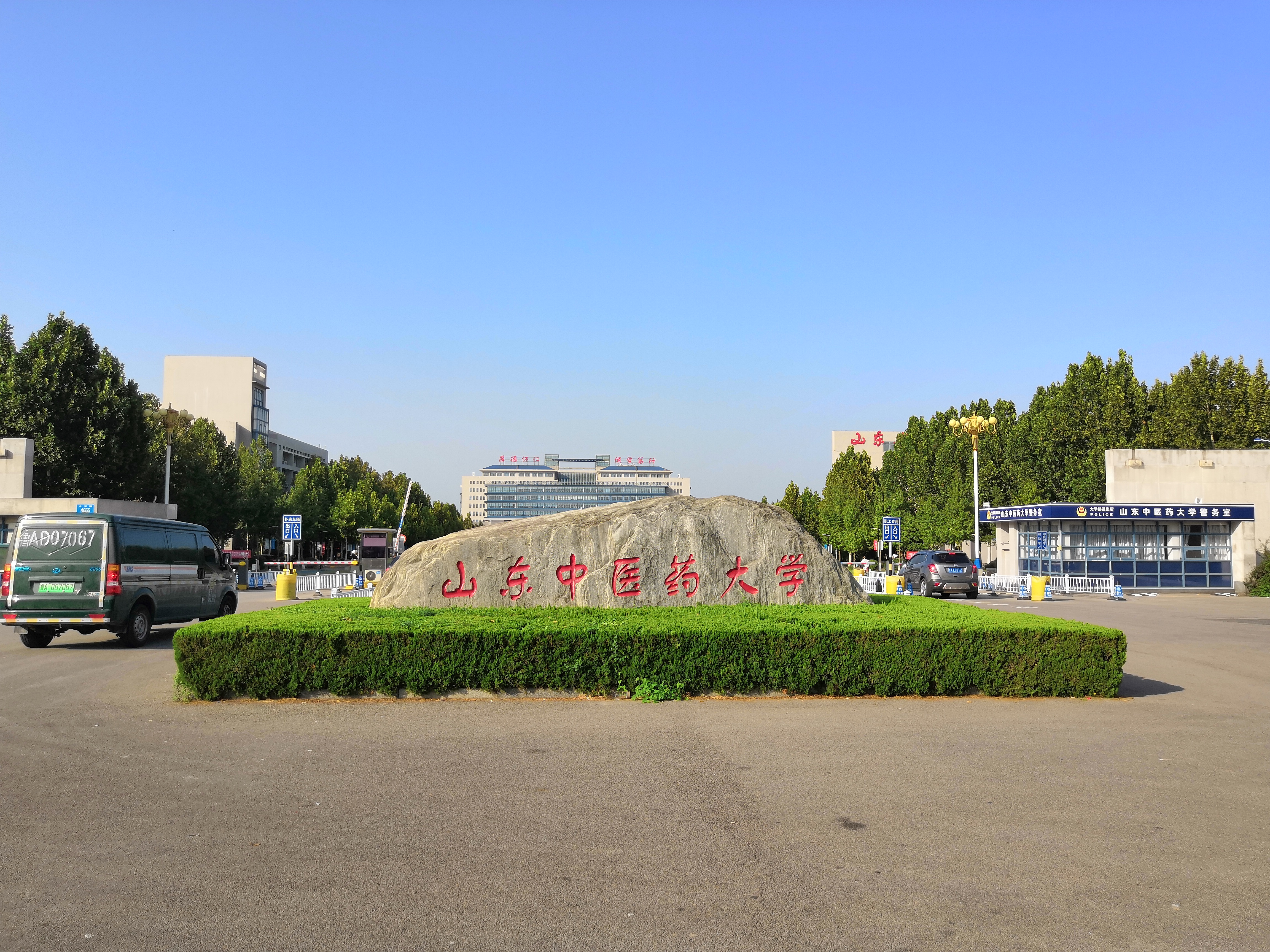
山東中医薬大学南門

- 1958年5月26日 創立。

## 学部
- 中医学院
- 薬学院
- 鍼灸推拿学院
- 看護学院
- マルクス主義学院
- 外国語学院
  - 外国語教育技術研究室
  - 日本語・ロシア語結合教研室
  - 大学英語教研二室
  - 大学英語教研一室
  - 中医英語教研室
  - 翻訳教研室
  - 英語専攻教研室
- 智能与信息工程学院（原理工学院）
- 管理学院
- リハビリテーション医学院
- 健康学院
- 体育教学部
- 国際教育学院
- 継続教育学院
- 第一臨床医学院
- 第二臨床医学院(医学院)
- 眼科・視光医学院（山東省眼病防治研究院）
- 中医文献・文化研究院（山東省中医薬博物館）
- 中医薬創新研究院
- 薬物研究院
- 鍼灸研究院
- 山東省中医薬健康産業技術研究院(健康産業学院、成果転移転化センター)
- 青島中医薬科学院
- 国際眼科・視光医学院

## 付属病院
- 山東中医薬大学附属医院（山東省中医院）
- 山東中医薬大学第二附属医院（山東省中西医結合医院）
- 山東中医薬大学附属眼科医院（山東施爾明眼科医院、山東児童眼科医院）
- 済南市中医医院
- 淄博市中医医院
- 臨沂市中医医院
- 烟台市中医医院
- 山東省文登整骨医院
- 威海市中医院
- 日照市中医医院
- 泰安市中医医院
- 済寧市中医院
- 莒県中医医院
- 済南市章丘区中医医院
- 青島市即墨区中医医院